# Трудолюб'я (село)
Трудолюб'я (рос. Трудолюбие) — село у Світлоярському районі Волгоградської області Російської Федерації.
Населення становить 85 осіб. Входить до складу муніципального утворення Райгородське сільське поселення.

## Історія
Село розташоване у межах українського історичного та культурного регіону Жовтий Клин.
Згідно із законом від 14 травня 2005 року № 1059-ОД органом місцевого самоврядування є Райгородське сільське поселення.

## Населення
| 2010 |
| ---- |
| 85   |